# Sanctuaire Kamayama
 (mars 2024).
La mise en forme du texte ne suit pas les recommandations de Wikipédia : il faut le « wikifier ».
Les points d'amélioration suivants sont les cas les plus fréquents. Le détail des points à revoir est peut-être précisé sur la page de discussion.
- Les titres sont pré-formatés par le logiciel. Ils ne sont ni en capitales, ni en gras.
- Le texte ne doit pas être écrit en capitales (les noms de famille non plus), ni en gras, ni en italique, ni en « petit »…
- Le gras n'est utilisé que pour surligner le titre de l'article dans l'introduction, une seule fois.
- L'italique est rarement utilisé : mots en langue étrangère, titres d'œuvres, noms de bateaux, etc.
- Les citations ne sont pas en italique mais en corps de texte normal. Elles sont entourées par des guillemets français : « et ».
- Les listes à puces sont à éviter, des paragraphes rédigés étant largement préférés. Les tableaux sont à réserver à la présentation de données structurées (résultats, etc.).
- Les appels de note de bas de page (petits chiffres en exposant, introduits par l'outil «  Source ») sont à placer entre la fin de phrase et le point final[comme ça].
- Les liens internes (vers d'autres articles de Wikipédia) sont à choisir avec parcimonie. Créez des liens vers des articles approfondissant le sujet. Les termes génériques sans rapport avec le sujet sont à éviter, ainsi que les répétitions de liens vers un même terme.
- Les liens externes sont à placer uniquement dans une section « Liens externes », à la fin de l'article. Ces liens sont à choisir avec parcimonie suivant les règles définies. Si un lien sert de source à l'article, son insertion dans le texte est à faire par les notes de bas de page.
- La présentation des références doit suivre les conventions bibliographiques. Il est recommandé d'utiliser les modèles {{Ouvrage}}, {{Chapitre}}, {{Article}}, {{Lien web}} et/ou {{Bibliographie}}. Le mode d'édition visuel peut mettre en forme automatiquement les références.
- Insérer une infobox (cadre d'informations à droite) n'est pas obligatoire pour parachever la mise en page.

Pour une aide détaillée, merci de consulter Aide:Wikification.
Si vous pensez que ces points ont été résolus, vous pouvez retirer ce bandeau et améliorer la mise en forme d'un autre article.

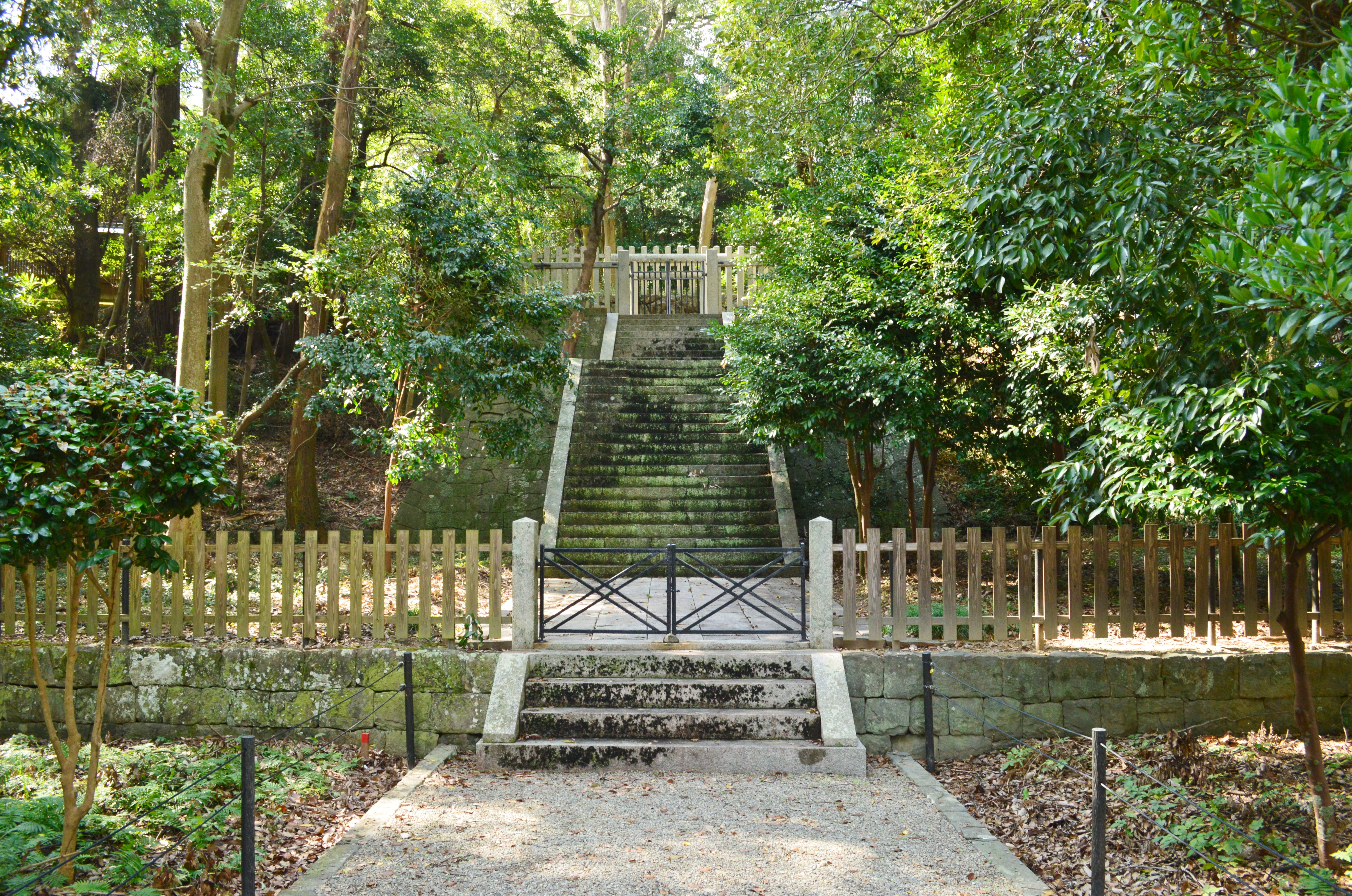
Le tombeau d' Itsuse no Mikoto,,,,.

Le sanctuaire Kamayama (竈山神社, Kamayama jinja) est un sanctuaire shinto situé dans la ville de Wakayama au Japon. C'est le seul sanctuaire impérial de la préfecture de Wakayama.

## Histoire
Le sanctuaire Kamayama vénère Itsuse no Mikoto (en) (彦五瀬命). Itsuse était le frère aîné de l'empereur Jimmu, premier empereur du Japon.
Selon le Kiki (en), lors de l'expédition orientale de Jimmu, son équipe a navigué sur la mer intérieure de Seto.
Ils ont débarqué près de Naniwa et ont combattu un roi local nommé Nagamitsu-hiko. Dans ce combat, Itsuse fut touché par une flèche. Il dit à ses frères d'attaquer sous un angle différent. L'armée se dirigea vers le sud, vers la péninsule de Kii. Mais Itsuse mourut de sa blessure. Il fut enterré dans un lieu appelé Kameyama. Un Kofun lui fut dédié,,,,.
Le sanctuaire a été mentionné en 927 après J.-C. dans l'Engishiki Jinmyocho. Il y a une ancienne tombe dans le sanctuaire. Les gens croient que c'est la tombe d'Itsuse no Mikoto (en),,,,.
En 1381, la famille Ukai dirigeait la famille. Ils prétendent qu'ils descendent des seigneurs de la province de Kii, le Kii no Kuni no Miyatsuko. Toyotomi Hideyoshi détruisit le sanctuaire en 1585. En 1600, les gens reconstruisirent le sanctuaire. [réf. nécessaire]
Les gens reconstruisirent le sanctuaire en 1669. Mais pendant la période Edo, le gouvernement local le contrôlait sans aide extérieure. [réf. nécessaire]
Après la restauration Meiji, le sanctuaire commença au rang le plus bas dans les années 1870. Mais en 1915, il devint un sanctuaire de premier plan. C'est le seul sanctuaire qui s'élève du haut vers le bas. Le sanctuaire a été amélioré en 1938.
Le tombeau de Kameyama est un petit kofun circulaire situé sur une colline. Il mesure un mètre de haut et six mètres de large. L'Agence de la Maison Impériale dit qu'il appartient au frère de l'Empereur, donc aucune fouille n'est autorisée.